# Смертельное оружие (телесериал)
«Смерте́льное ору́жие» (англ. Lethal Weapon) — американский комедийно-драматический экшен-телесериал, основанный на одноимённой серии фильмов, созданный Шейном Блэком. Премьера сериала состоялась 21 сентября 2016 года на телеканале Fox. 12 октября 2016 года Fox заказал пять дополнительных эпизодов, расширив первый сезон до 18 серий.
22 февраля 2017 года Fox продлил сериал на второй сезон, премьера которого состоялась 26 сентября 2017 года.
8 мая 2018 года стало известно, что Клейн Кроуфорд покинет сериал после второго сезона. 13 мая 2018 года было объявлено, что сериал продлён на третий сезон, а Кроуфорда заменит Шонн Уильям Скотт, который будет играть нового персонажа.
10 мая 2019 года канал FOX закрыл сериал после трёх сезонов.

## Сюжет
События сериала происходят в Лос-Анджелесе. Немолодой детектив полиции Роджер Мёрто подумывает о пенсии. У него любящая семья, супруга и трое детей. Ему в напарники назначают бывшего «морского котика» Мартина Риггса. В недавнем прошлом Риггс потерял жену и неродившегося ребёнка. Он страдает от суицидального синдрома и должен посещать сеансы психотерапевта доктора Морин Кэхилл. Мёрто и Риггс становятся друзьями и успешно расследуют разнообразные уголовные дела: от мошенничества до убийств. Риггс становится практически членом семьи Мёрто. Риггс не оставляет попыток разобраться с теми, кто причастен к убийству жены. Постепенно отношения между Риггсом и доктором Кэхилл развиваются от профессиональных к личным.
В концовке второго сезона Риггса расстреливает фигурант одного из дел. Мёрто тяжело переживает его смерть. Вскоре Роджер находит нового напарника Уэсли Коула, бывшего агента ЦРУ с тёмным прошлым.

## В ролях

### Главные роли
- Дэймон Уэйанс — Роджер Мёрто, старший детектив Департамента полиции Лос-Анджелеса, который возвращается на службу после сердечного приступа, вызванного тяжёлыми родами жены. Напарник Мартина Риггса, который несмотря на внешнюю неприязнь к экстремальному характеру напарника, чувствует себя с ним более «живым». Женат, имеет троих детей[9].
- Клейн Кроуфорд (сезоны 1—2) — Мартин Риггс, рейнджер из Эль-Пасо, бывший «Морской Котик». Переезжает в Лос-Анджелес после смерти жены и их нерождённого ребёнка, от чего глушит боль таблетками и алкоголем, находясь в одном шаге от суицида. После переезда работает в отделе по раскрытию тяжких преступлений в Департаменте полиции Лос-Анджелеса и является напарником Роджера Мёрто. Убит своим сводным братом[10]. В каком-то роде, Родж и его семья заменили ему ту, что он потерял, хоть он старается это отрицать.
- Джордана Брюстер (сезоны 1—2; гость сезон 3) — доктор Морин Кэхилл, психолог, которая пытается помочь Мартину справиться с душевными проблемами[11]. Разведена. Имеет некоторое увлечение Риггсом, которое выходит за грань профессиональных отношений.
- Киша Шарп — Триш Мёрто, жена Роджера и мать троих его детей. Успешный адвокат по уголовным делам[12]. Познакомилась с Роджем, когда он, будучи патрульным, оштрафовал её за превышение скорости. Одна из немногих, кто пытается убедить Мартина Риггса, что он не одинок.
- Кевин Рам — капитан Брукс Эвери. До присвоения ему капитана был напарником Роджера[13]. Выполняет самую тяжёлую работу в участке — разрешать политические проблемы, связанные с действиями Риггса и Мёрто.
- Джонатан Фернендес — Скорсезе, судебно-медицинский эксперт, который работает вместе с Роджером и Мартином[14][15]. «Скорсезе» является прозвищем судмедэксперта, так как во время службы, он пишет сценарии фильмов и мечтает о Голливуде.
- Мишель Митченор[англ.] — детектив Соня Бэйли, работает в отделе по раскрытию тяжких преступлений. Напарница Алекса Круза.
- Чандлер Кинни — Риана Мёрто, дочь Роджера и Триш.
- Данте Браун — Роджер «АрДжей» Мёрто-младший, сын Роджера и Триш.
- Шонн Уильям Скотт (сезон 3) — Уэсли Коул, ветеран, который переезжает в Лос-Анджелес, чтобы быть поближе к своему ребёнку[16].

### Второстепенный состав
- Томас Леннон — Лео Гетс, неудачливый адвокат, который защищает Роджера и Мартина. Раньше работал в офисе прокурора.
- Хилари Бёртон (сезоны 1—2) — Карен Палмер, агент Управления по борьбе с наркотиками. Любовный интерес Риггса.
- Флориана Лима (сезоны 1—2) — Миранда Риггс (урождённа Дельгадо). Покойная жена Риггса. Познакомилась с Мартином в баре на Рождество, когда её самолёт из Техаса в Калифорнию задержали.
- Ричард Кебрал (сезон 1) — детектив Алехандро «Алекс» Круз, работает в отделе по раскрытию тяжких преступлений. Напарник Сони. Бывший бандит.
- Тони Плана (сезоны 1—2) — Ронни Дельгадо, городской прокурор в Лос-Анджелесе и тесть Мартина. Именно из-за его связей с Мексиканским картелем и погибла его дочь. Когда это раскрылось, был арестован.

## Отзывы критиков
«Смертельное оружие» получил смешанные отзывы от критиков. На сайте-агрегаторе Rotten Tomatoes сериал имеет рейтинг 63 % на основе 35 рецензий со средним баллом 5,15 из 10. Критический консенсус сайта гласит: «Сильная химия между двумя главными персонажами „Смертельного оружия“ немного компенсирует излишне прилизанное и усталое повествование». На Metacritic шоу имеет 56 баллов из 100, что основано на 24 «смешанных и средних» отзывах.

## Список эпизодов
| Сезоны | Сезоны | Эпизоды | Оригинальная дата показа | Оригинальная дата показа |
| Сезоны | Сезоны | Эпизоды | Премьера сезона          | Финал сезона             |
| ------ | ------ | ------- | ------------------------ | ------------------------ |
|        | 1      | 18      | 21 сентября 2016         | 15 марта 2017            |
|        | 2      | 22      | 26 сентября 2017         | 8 мая 2018               |
|        | 3      | 15      | 25 сентября 2018         | 26 февраля 2019          |

## Изменения в актёрском составе
В мае 2018 года ряд СМИ сообщили, что исполнитель одной из главных ролей, Клейн Кроуфорд, был уволен из-за систематических проблем с поведением на съёмочной площадке. Продюсеры намерены заменить его в третьем сезоне. 13 мая было объявлено, что Шонн Уильям Скотт присоединился к актёрскому составу сериала в роли нового персонажа, Уэсли Коула.
Позже, в октябре 2018 года, исполнитель второй главной роли, Дэймон Уэйанс, сообщил о своём намерении покинуть сериал по окончании третьего сезона. Желание покинуть сериал обусловлено состоянием здоровья актёра: «Я 58-летний диабетик, работающий по 16 часов на площадке». После этого заявления график съёмок Уэйанса был скорректирован, а на площадку ему доставлялось специальное диабетическое питание.
Генеральный директор Fox Entertainment Чарли Коллиер сообщил, что не исключает продления контракта Уэйансом в случае, если сериал будет продлён на четвёртый сезон.